# Louisville Open 1970
Il Louisville Open 1970 è stato un torneo di tennis giocato sul cemento. È stata la 1ª edizione del torneo, che fa parte del Pepsi-Cola Grand Prix 1970. Si è giocato a Louisville negli Stati Uniti dal 29 luglio al 3 agosto 1970.

## Campioni

### Singolare maschile
Rod Laver ha battuto in finale  John Newcombe con il punteggio di 6–3, 6–3

### Doppio maschile
John Newcombe /  Tony Roche hanno battuto in finale  Roy Emerson /  Rod Laver 8–6, 5–7, 6–4